# كلية سلوان للإدارة لمعهد ماساتشوستس للتكنولوجيا
كلية سلون للإدارة لمعهد ماساتشوستس للتكنولوجيا (بالإنجليزية: MIT Sloan School of Management) هي كلية أعمال، تأسست في 1913، في الولايات المتحدة. حيث تصنف اليوم على وأنها من أفضل المعاهد في العالم المتخصصة في إدارة الأعمال، حصلت كلية سلون للإدارة لمعهد ماساتشوستس للتكنولوجيا على مرتبة خامس أفضل كلية إدارة أعمال في الولايات المتحدة الأمريكية  لعام 2021.